# Chéticamp
Chéticamp – miejscowość (community) w kanadyjskiej prowincji Nowa Szkocja, w hrabstwie Inverness, przy drodze dalekobieżnej Cabot Trail.
Miejscowość, której pochodzenie nazwy jest niepewne, być może od francuskiego określenia chétif, czyli „ubogi” (odnoszone do tamtejszych gleb), określana była początkowo mianem Le Chadye (1672), następnie Chétican (1752; wówczas była stacją rybacką), od schyłku XVIII w., po znaczącym napływie, począwszy od 1760 ludności francuskojęzycznej (Akadyjczycy; stanowiący i na przełomie XIX i XX w. większość mieszkańców, kultywując m.in. zwyczaj Mi-Carême) znana jest pod współczesną nazwą (początkowo poświadczoną dla pobliskiej Chéticamp Island).